# Côte-Nord—Kawawachikamach—Nitassinan
Pour les articles homonymes, voir Manicouagan.
Circonscription électorale fédérale du Canada
Côte-Nord—Kawawachikamach—Nitassinan (auparavant Manicouagan) est une circonscription électorale fédérale canadienne située au Québec, couvrant la région de la Côte-Nord. Représentée par le progressiste-conservateur Brian Mulroney de 1984 à 1988, elle penche désormais fortement vers le Bloc québécois.
Deuxième circonscription en termes de superficie du Québec après Abitibi—Baie-James—Nunavik—Eeyou, cette circonscription de l'est de la province se situe sur la Côte-Nord du golfe du Saint-Laurent. Son territoire correspond aux municipalités régionales de comté (MRC) de la Haute-Côte-Nord, Manicouagan, Caniapiscau, Sept-Rivières, Minganie (incluant l'île d'Anticosti) et Le Golfe-du-Saint-Laurent (Basse-Côte-Nord).
Les grandes villes de la circonscription sont Baie-Comeau et Sept-Îles. La circonscription comprend également les municipalités de Chute-aux-Outardes, Côte-Nord-du-Golfe-du-Saint-Laurent, Fermont, Havre-Saint-Pierre, Port-Cartier et les réserves indiennes de Pessamit, Maliotenam, Uashat et Essipit.

## Histoire

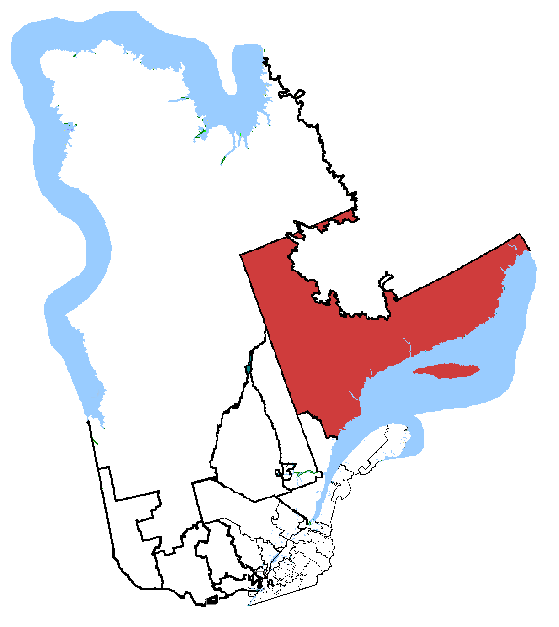
Carte de la circonscription jusqu'aux élections de 2015.

La circonscription initiale de Manicouagan est créée à partir de territoires des anciennes circonscriptions de Charlevoix et de Saguenay.
La circonscription actuelle résulte de la fusion en 2004 de la partie sud de l'ancienne circonscription de Manicouagan et de la partie est de la circonscription de Montmorency—Charlevoix—Haute-Côte-Nord. De 1993 à 1997, Bernard Saint-Laurent représente Manicouagan à la Chambre des communes du Parlement du Canada. Ghislain Fournier en est le député de 1997 à 2004. 
Gérard Asselin, député de Charlevoix de 1993 à 2004, bat Fournier pour l'investiture du Bloc québécois de la circonscription fusionnée. Il remporte l'élection de 2004 et représente la nouvelle circonscription jusqu'en 2011. Cette année-là, la vague orange caractéristique des élections de 2011 au Québec atteint la Manicouagan, le jeune avocat innu Jonathan Genest-Jourdain du Nouveau Parti démocratique remporte l’élection.
Le redécoupage des circonscriptions pour l'élection de 2015 intègre la Haute-Côte-Nord à la circonscription de Manicouagan. Celle-ci représente alors exactement le territoire de la Côte-Nord. Marilène Gill, députée de la circonscription, propose un projet de loi adopté à Chambre des communes le 7 mai 2018, pour changer le nom de la circonscription pour Côte-Nord afin d'être plus représentatif de la région. Ce projet de loi n'atteint cependant pas le Sénat avant la dissolution de la Chambre des communes en septembre 2019.
Le redécoupage électoral de 2022-2023 conserve les limites de la circonscription mais modifie le nom par Côte-Nord—Kawawachikamach—Nitassinan.

## Géographie

### Délimitations
Au nord et à l'est, la circonscription est limitée par la frontière du Labrador, la circonscription d'Abitibi—Baie-James—Nunavik—Eeyou et englobe les villes de Schefferville et de Fermont. Le fleuve Saint-Laurent limite la circonscription au sud. À l'ouest, les circonscriptions de Beauport—Côte-de-Beaupré—Île d'Orléans—Charlevoix, Jonquière, et Chicoutimi—Le Fjord constituent les limites. La réserve montagnaise de Pessamit est incluse. À l'est, Blanc-Sablon est le dernier village inclus avant la frontière du Labrador. Deux parties de la circonscription au nord ne sont pas territorialement continues de son reste.
Les circonscriptions limitrophes sont Abitibi—Baie-James—Nunavik—Eeyou, Jonquière, Chicoutimi—Le Fjord, Montmorency—Charlevoix, Côte-du-Sud—Rivière-du-Loup—Kataskomiq—Témiscouata, Rimouski—La Matapédia et Gaspésie—Les Îles-de-la-Madeleine—Listuguj.

### Population
La population de la circonscription est de 92 518 habitants lors du recensement du Canada de 2016 pour une superficie de 247 655,33 km2.
Lors du redécoupage électoral de 2022-2023, la population est estimée en baisse à 88 525 habitants.

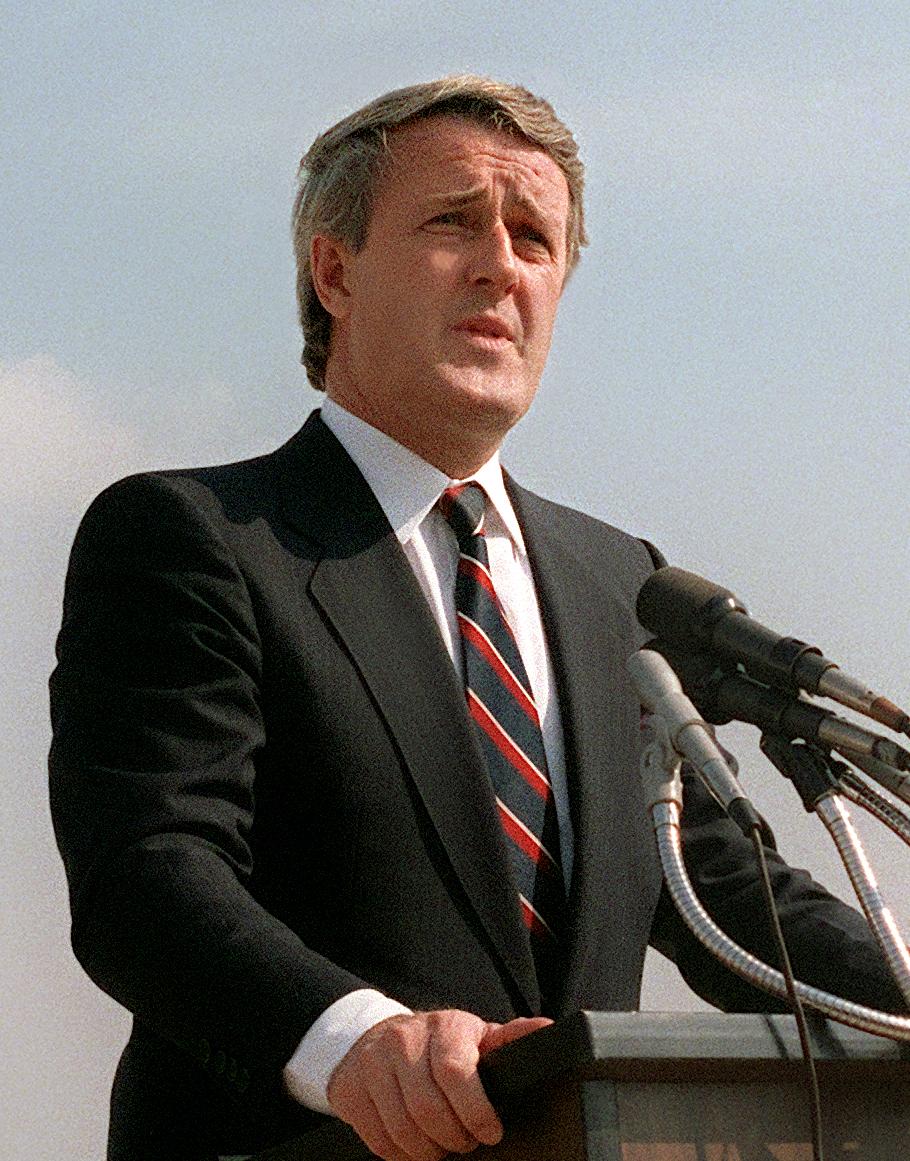
Brian Mulroney est le député de Manicouagan de 1984 à 1988 lorsqu'il est premier ministre du Canada

## Députés
| Législature                                 | Années        | Député                   | Parti | Parti                     |
| ------------------------------------------- | ------------- | ------------------------ | ----- | ------------------------- |
| Manicouagan issue de Charlevoix et Saguenay |               |                          |       |                           |
| 28e                                         | 1968–1972     | Gustave Blouin           |       | Libéral                   |
| 29e                                         | 1972–1974     | Gustave Blouin           |       | Libéral                   |
| 30e                                         | 1974–1980     | Gustave Blouin           |       | Libéral                   |
| 31e                                         | 1979–1980     | André Maltais            |       | Libéral                   |
| 32e                                         | 1980–1984     | André Maltais            |       | Libéral                   |
| 33e                                         | 1984–1988     | Brian Mulroney           |       | Progressiste-conservateur |
| 34e                                         | 1988–1993     | Charles Langlois         |       | Progressiste-conservateur |
| 35e                                         | 1993–1997     | Bernard Saint-Laurent    |       | Bloc québécois            |
| 35e                                         | 1997          | Bernard Saint-Laurent    |       | Indépendant               |
| 36e                                         | 1997–2000     | Ghislain Fournier        |       | Bloc québécois            |
| 37e                                         | 2000–2004     | Ghislain Fournier        |       | Bloc québécois            |
| 38e                                         | 2004–2006     | Gérard Asselin           |       | Bloc québécois            |
| 39e                                         | 2006–2008     | Gérard Asselin           |       | Bloc québécois            |
| 40e                                         | 2008–2011     | Gérard Asselin           |       | Bloc québécois            |
| 41e                                         | 2011–2015     | Jonathan Genest-Jourdain |       | Néo-démocrate             |
| 42e                                         | 2015–2019     | Marilène Gill            |       | Bloc québécois            |
| 43e                                         | 2019–2021     | Marilène Gill            |       | Bloc québécois            |
| 44e                                         | 2021–2025     | Marilène Gill            |       | Bloc québécois            |
| Côte-Nord—Kawawachikamach—Nitassinan        |               |                          |       |                           |
| 45e                                         | 2025–en cours | Marilène Gill            |       | Bloc québécois            |

## Résultats électoraux
|       | Candidat                           | Parti          | # de voix | % des voix |
|       | Yvon Boudreau                      | Conservateur   | +04 302,  | 10,24 %    |
|       | Marilène Gill                      | Bloc québécois | +17 293,  | 41,18 %    |
|       | Mario Tremblay                     | Libéral        | +12 351,  | 29,41 %    |
|       | Jonathan Genest-Jourdain (sortant) | NPD            | +07 359,  | 17,52 %    |
|       | Nathan Grills                      | Vert           | +00687,   | 1,64 %     |
| Total | Total                              | Total          | 41 992    | 100 %      |

|       | Candidat                 | Parti          | # de voix | % des voix |
|       | Gordon Ferguson          | Conservateur   | +03 879,  | 11,55 %    |
|       | Gérard Asselin (sortant) | Bloc québécois | +10 496,  | 31,25 %    |
|       | André Forbes             | Libéral        | +01 881,  | 5,6 %      |
|       | Jonathan Genest-Jourdain | NPD            | +16 438,  | 48,93 %    |
|       | Jacques Gélineau         | Vert           | +00898,   | 2,67 %     |
| Total | Total                    | Total          | 33 592    | 100 %      |

|       | Candidat                 | Parti          | # de voix | % des voix |
|       | Pierre Breton            | Conservateur   | +08 374,  | 27,03 %    |
|       | Gérard Asselin (sortant) | Bloc québécois | +15 272,  | 49,29 %    |
|       | Randy Jones              | Libéral        | +04 737,  | 15,29 %    |
|       | Michaël Chicoine         | NPD            | +01 491,  | 4,81 %     |
|       | Jacques Gélineau         | Vert           | +01 112,  | 3,59 %     |
| Total | Total                    | Total          | 30 986    | 100 %      |